# Рощине
Ро́щине (крим. Roşçıne) — село Джанкойського району Автономної Республіки Крим. Населення становить 1 242 особи. Орган місцевого самоврядування — Рощинська сільська рада. Розташоване на півдні району.

## Географія
Рощине — село в південній частині району, в степовому Криму, на автотрасі М18 Москва — Сімферополь, висота над рівнем моря — 31 м.
Сусідні села: Тімірязєве за 0,5 км на захід, Краснодольне за 3 км на південний захід по шосе, Сєрноводське за 2 км на південь та Ближньогородське за 2,5 км на північ по трасі. Відстань до райцентру — близько 9 кілометрів, найближча залізнична станція — Відрадна — 2,3 км.

## Історія
Засноване в 1958 році на місці ДПР № 28 на території Красногвардійського району. 1 січня 1965 року указом Президії Верховної Ради УРСР «Про внесення змін до адміністративного районування УРСР — по Кримській області» Рощине включили до складу Джанкойського району .